# Grégory Questel
 (juin 2011).
Si vous disposez d'ouvrages ou d'articles de référence ou si vous connaissez des sites web de qualité traitant du thème abordé ici, merci de compléter l'article en donnant les références utiles à sa vérifiabilité et en les liant à la section « Notes et références ».
Pour les articles homonymes, voir Questel.
Grégory Questel, né le 29 novembre 1974 à Vannes est un acteur français, auteur de pièces de théâtre, professeur de théâtre, et juré des conservatoires d'arrondissement de Paris. Il est notamment connu pour son rôle dans la série télévisée Plus belle la vie.

## Biographie
Grégory Questel découvre le théâtre  au cours de ses études d'ingénieur math-informatique à l'Institut de mathématiques appliquées d'Angers. Cofondateur de l'association théâtrale étudiante Fatima, il décide de devenir comédien. À 22 ans, il quitte la Bretagne et s'installe à Paris où il suit une formation théâtrale au Cours Florent puis auprès de Daniel Berlioux. En 2000, ils créent ensemble une école de Théâtre : Au QG - Formation de l'acteur s'inspirant des travaux de Constantin Stanislavski, de l'Actors Studio entre autres. Il y enseigne les techniques d'improvisation et d'interprétation.
Il crée des formations d'entreprises à destination des managers autour de la maitrise du langage et de l'humain et se spécialise en techniques de communication .
Auteur de cinq pièces de théâtre dont Homosapiens, il est actuellement en co-écriture pour plusieurs projets pour le Théâtre ou la télévision.
De Platane réalisé par Éric Judor sur Canal+ à Section de recherches sur TF1, Détectives sur France 2, La Stagiaire sur France 3, il apparaît dans de nombreuses séries. En mars 2011, il intègre la distribution récurrente de la série Plus belle la vie sur France 3 et y incarne le personnage du substitut du procureur Xavier Revel, aux côtés notamment de Dounia Coesens.

## Filmographie

### Cinéma

#### Courts-métrages
- 2003 : Building Blues réalisé par Michaël Guerraz
- 2011 : La Grâce réalisé par Jean Soavi
- 2017 : Lui dire réalisé par Virginia Bach
- 2018 : Je suis un beau dessin co-réalisé avec Guillaume Courty

#### Moyen-métrage
- 2002 : Le plus court chemin vers les étoiles réalisé par Hubert Attal, Tandem Films

#### Long-métrage
- Lecture silencieuse réalisé par Nicolas Christian Messi

### Télévision

#### Séries et téléfilms
- 2005 : Le Pensionnat de Sarlat : M. Corlay, professeur de mathématiques
- 2009 : RIS police scientifique : responsable pompier (saison 4, épisode 13)
- 2009 : Paris 16ème : Baillancourt (épisode 57)
- 2011 : Platane : Sacha (saison 1, épisode 10)
- 2011-2014 puis 2018-2022 : Plus belle la vie : Xavier Revel, ex-mari de Johanna Marci (7 saisons)
- 2013-2014 : Détectives : Bertrand (6 épisodes)
- 2016 : Le juge est une femme : Gabriel Keller (saison 21, épisode 5)
- 2017 : La Stagiaire : Marc Belmont (saison 2, épisode 6)
- 2018 : Section de Recherches : Christophe Lagier (saison 12, épisode 2)
- 2019 : Camping Paradis : Fred
- 2020 : Caïn : Colonel Morvan (saison 8, épisode 1 : Larmes de combat)
- 2023 : Un si grand soleil (saison 5) : Milo Pelletier
- 2024 : Simon Coleman (épisode Balle perdue) : Denis Chabriac

#### Documentaire
- 1999 : Les plus belles routes du monde (reconstitution historique) réalisé par Jean Leclerc, Motion International Production

#### Publicités
- « La Banque Postale » réalisation nO Brain
- « Renault mégane GT », réalisé par Guillaume Gallienne
- « Renault mégane estate », réalisé par Guillaume Gallienne
- « L'équipe », réalisé par Yvan Attal
- « Le Visiophone » Telecom Italia, réalisé par Érick Zonca
- « Homair », réalisé par Daniel Ablin
- « Renault promos de mars » Renault, réalisé par Ludovic Houplain
- « Mikit » publicité, réalisé par Nicolas Raynal
- « Le Quadrio » PMU, réalisé par Aleksandar Dzerdz
- « La belle-mère » Iglo, réalisé par Vincent Debrus
- « Privatisation » GDF, réalisé par Fred Tellier
- « La Petite graine »  Vahiné, réalisé par Érick Zonca
- « M Pièce jointe » Nokia, réalisé par Thomas Lapergue
- « Agencity », réalisé par Michaël Guerraz, Nathalie Lao
- « La Véranda » PMU, réalisé par Pic et Poc (BBC Publicis)
- « Le Taxi  » Nivéa, réalisé par Vincent Jérôme
- « Guy Hoquet » agent immobilier
- « Le repas de Noël», pub pour Delacre

## Doublage

### Cinéma

#### Films
- 2018 : Transit : le consul mexicain (Àlex Brendemühl)

#### Films d'animation
- 2022 : Les Minions 2 : Il était une fois Gru : Svengeance

### Télévision
- 2021 : Dom : ? (?)

## Théâtre

### Pièces
- Made in China de Thierry Debroux, mise en scène de Alain Berlioux
- Anatole de Arthur Schnitzler, mise en scène de Alain Berlioux
- Homosapiens, mise en scène de Corinne Barois - Paris et festival Avignon, tournée
- Walt Disney Studios, mise en scène de Jean-Marc Chastel - théâtre de rue - maniement d’armes
- Le Poulet est rôti, mise en scène de Daniel Berlioux – Paris et province
- La Répétition, mise en scène de Christophe Petit – Paris
- Short Cuts adaptation du film et mise en scène, rôle de Jerry
- Accalmies passagères de Xavier Daugreilh, mise en scène Thierry Harcourt, avec trois autres acteurs de Plus belle la vie

### Saynètes
- Monsieur pour Jean-Paul Gaultier
- Le parfum pour Narciso Rodriguez
- Puissance 2 pour Jean-Paul Gaultier
- Who’s next pour défilé officiel du salon[1]